# گویش رودباری کرمان
گویش رودباری یا گرمسیری شرقی که در نیمه جنوب استان کرمان تکلم می‌شود و به نام زبان محلی جنوب کرمان نیز شناخته می‌شود. این گویش نام خود را از منطقه رودبار زمین که منطقه وسیعی شامل ۷ شهرستان جنوبی استان کرمان است می‌گیرد و زیر مجموعه گویش‌های گرمسیری می‌باشد.
مردم رودبار زمین علاوه بر گویش رودباری به زبان‌های بلوچی و فارسی نیز صحبت می‌کنند. به دلیل رواج زبان بلوچی در رودبار زمین(جیرفت، عنبرآباد، رودبار جنوب، کهنوج، منوجان، قلعه گنج و فاریاب)، گویش رودباری ناخودآگاه از بلوچی بسیار تأثیر پذیرفته است به طوری که هنگام صحبت کردن یک فرد بلوچ زبان و رودباری زبان، از زبان میانجی «رودباری» استفاده می‌کنند و توسط بلوچ‌ها قابل درک است.
می‌توان گسترهٔ این گویش را در منطقه رودبار زمین شامل:رودبار جنوب، کهنوج، قلعه گنج، منوجان، فاریاب، جیرفت و عنبرآباد در استان کرمان و بخش‌های رودخانه بَر زیارتعلی، جغین (در رودان) وبخش‌های توکهور و هشت‌بندی و سندرک (در میناب) و شهرستان بشاگرد در استان هرمزگان ردیابی کرد. در واقع این گویش از سندرک میناب شروع و تا در نزدیکی شهر جیرفت پایان می‌یابد، در جنوب کرمان به این گویش رودباری و در هرمزگان بشاگردی گفته می‌شود.

## ریشه نام گویش رودباری
استان کرمان را می‌توان به دو منطقه کرمان جنوبی و کرمان شمالی تقسیم کرد. بخش عمده کرمان جنوبی را منطقه موسوم به رودبار زمین تشکیل می‌دهند که این گویش نام خود را از این منطقه گرفته است.
رودبار زمین منطقه وسیعی است که شامل ۷ شهرستان جنوبی استان کرمان، شامل جیرفت، عنبرآباد، رودبار جنوب، کهنوج، منوجان، قلعه گنج و فاریاب است از این منطقه شمال به کرمان، از جنوب به هرمزگان، از شرق به بم و سیستان و بلوچستان و از مغرب به بافت و هرمزگان محدود شده است.
لفظ رودبار زمین در گویش مردم این منطقه به صورت «ruebâr-zemin» یا به‌طور خلاصه به صورت «ruebâr» می‌آید. rue در این گویش به معنی رود است و مراد از آن، به گفته مردم، رود هلیل است که در سراسر این منطقه جاری است وbâr به معنی ساحل است. رودبار زمین در واقع منطقه، ای است که رود هلیل در آن جاری است.

## ویژگی‌های گویش رودباری
از ویژگی‌های لهجه رودباری طایفه ای بودن گویش هاست یعنی در هر طایفه ممکن است چند کلمه با دیگر طوایف تفاوت باشد ولی این فرق اندک است و تمامی طایفه‌ها به خوبی گویش یکدیگر را درک می‌کنند.
چند مثال از طایفه ای بودن گویش رودباری:
برای مثال کلمه فارسی ((می‌خواهی)) در طایفه‌ها به صورت، اَخاهی، اَخای، تَوا، تَوِی، اَواتِت و اَوِیتِت می‌گویند. یا کلمه ((بردار)) در اکثر طوایف وُرگِن تکلم می‌شود اما در منطقه رودخانه بَر وِرگِن می‌گویند. یا کلمه ((با)) در اکثر طوایف رودبار ((خُوی)) و در عنبرآباد ((خِی)) و در منوجان ((وِی)) تلفظ می‌شود، یا کلمه ((رفتی))و ((افتادی)) که در اکثر رودبار زمین (روُتی) و (کوُتی)) می‌گویند اما در برخی طوایف (اکثرا رودبار، عنبرآباد و جیرفت) کلمه ((رفتی)) همان ((رفتی) می‌شود و افتادی نیز ((کَفتی)) می‌شود.
هر چند این که این واژه‌ها مربوط به تمامی طوایف نیست، اما اکثراً این‌طور تلفظ می‌کنند، این امکان هم هست که کلمه ای دیگر باشد.

### صرف فعل و افعال در این گویش
برای مثال، به مقایسه صرف فعل «آمد» با زبان رسمی فارسی و یکی دیگر از گویش‌های گرمسیری می‌پردازیم.

#### فارسی / رودباری / بلوچی / بندری
| فارسی      | رودباری              | بلوچی(رخشانی) | بندری      |
| ---------- | -------------------- | ------------- | ---------- |
| من آمدم    | مو یَهتُوم             | من یَهتُن       | مه هوندُم   |
| تو آمدی    | تو یَهتی              | ته یَهته       | تو هوندی   |
| او آمد     | آ یَه                 | آیی یَهت       | اُ هوند     |
| ما آمدیم   | ما یَهتین / ما یهتیم  | ما یَهتین      | ما هوندیم  |
| شما آمدید  | شما یَهتین            | شما یَهتیت     | شما هوندی  |
| آن‌ها آمدند | آهوُن یهتِن /آووُن یَهتن | آووان یَهتن    | اوشو هوندن |

## کلمات رودباری
از نکات جالب در گویش رودباری این است که حرف‌های اضافه به، با و از وجود ندارند{ یا کاربردشان بسیار کم است }و جایشان را به کلماتی دیگر می‌دهند که این در تمام استان کرمان رایج است.
برای مثال می‌خواهند بگویند (از شهر آمدم) می‌گویند (اِی شهر یَهتوم) یا (با علی هستم) (خُوی [وِی]{خِی} علی اُم یا / کِل علی اُم) یا به من نگفتی می‌گویند [خُوی (خِی) (اِی) {وِی }مُونِت نَگو].
دیگر نکات جاب گفتن حرف اُ در آخر اکثر کلمات به جای اَ که در جنوب کاملاً رایج است مانند:
دارم (دارُم) داشتم (داشتُم) خوردم (خوردُم)
فهمیدم (فهمیدُم) زدم (زدُم) گفتم(گفتُم)
در این گویش همانند گویش برخی گویش‌های جنوبی و لری کلماتی که ((می)) در اول آن هست، این کلمه حذف شده و جایش را به کلمه ((اَ)) می‌دهد و برای منفی کردن نیز کلمه ((ن)) قبل از ((اَ)) می‌آید مانند:
می‌دانم (می دونم) = اَدُنُم نمی‌دانم (نمی دونم)= نادُنُم
می‌روم (میرم)= اَرَم نمی‌روم (نمیرم)= نارَم
می‌خورم = اَخورُم نمی‌خورم = ناخورُم
می‌آیم (میام) =اَیام نمی‌آیم (نمیام)= نایام
می‌خواهم (میخوام)= اَخام نمی‌خواهم (نمیخوام)= ناخام
می‌زنم = ازنُم نمی‌زنم = نازنُم
در این گویش برای جمع بستن کلمات از واژه (ُن) استفاده می‌شود مانند:
درخت‌ها (درختان) = درختُن
کارگرها (کارگران) = کارگَرُن
دوست‌ها (دوستان) = دوستُن
آدم‌ها = آدموُن

## کلمات مشترک رودباری با بلوچی
گویش رودباری با زبان بلوچی لغات مشترک بسیاری دارد که باعث شده هنگام تکلم یک فرد بلوچ زبان و رودباری زبان، فرد بلوچ زبان قادر به درک سخنان فرد رودباری و از زبان میانجی رودباری استفاده می‌شود. برخی از کلمات مشترک بلوچی و گویش رودباری عبارت اند از مانند:
کفش (کُوِش) مرغ (مُرگ) نخل خرما (مُگ) کپر (توپ/کُتُوک) باران (اُور) رعد و برق (اُستون/اُستووم) پیرزن (پیرزال)
عروس (گُوَروگ) اقوام (خَشَم) پیراهن (شَهین / شَیین) باد گرم (لُوار) دوقلو (جَمَلَک/جَمَل)